# ピエール・テステュ＝ブリシ

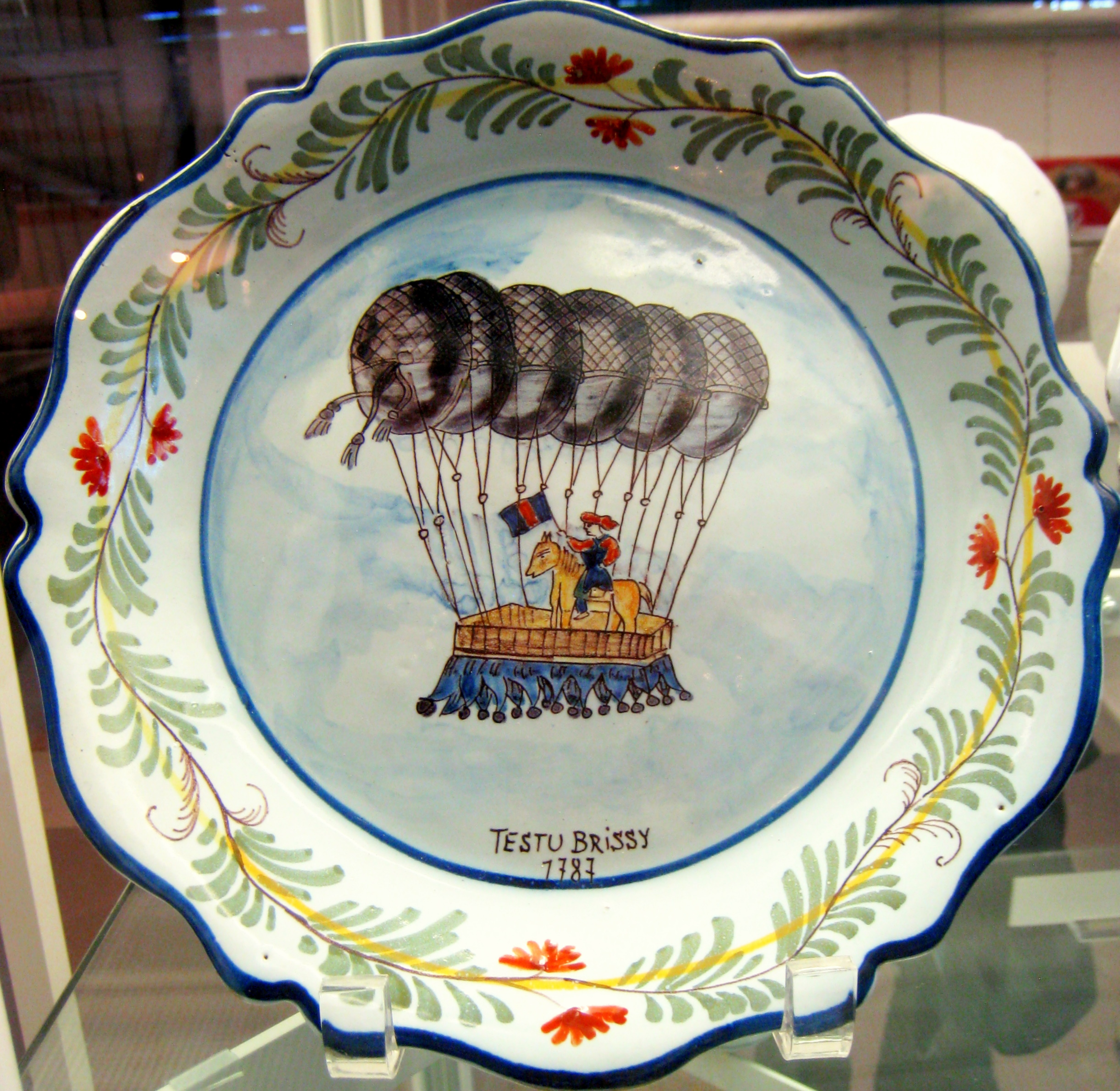
馬で気球にのる人物の図柄の皿、1787年とテステュ＝ブリシの名が書かれている

ピエール・テステュ＝ブリシ（Pierre Testu-Brissy 、1770年? - 1829年）は、フランスの航空の先駆者である。18世紀後半に多くの水素気球による飛行を行なった。最初の気球による夜間飛行や馬に乗っての飛行も行なった。
1785年に初めて水素気球に乗った。1786年6月18日、最初の夜間の気球飛行を行なった。雷雲の中に入り、気球のなかの鉄の棒に放電が起きたことを観察した。
パリのベルヴュー公園から、馬にのったままで飛行を行った。馬に乗った飛行は50回以上記録に残されている。（気球が見世物としてもてはやされた時代であり、様々趣向をこらした飛行で客を呼ぼうとした、チャールズ・グリーンが最初に馬を気球からぶら下げそれに跨って飛行した。）